# John C. McGinley
John Christopher McGinley (født 3. august 1959 i New York City) er en amerikansk skuespiller, der nok er mest kendt for rollen som Perry Cox i den amerikanske sitcom Scrubs, der er skabt af amerikaneren Bill Lawrence. I rollen som Perry Cox, er McGinley gift med Lawrences egen kone, Christa Miller.
Privat har han været gift to gange. Hans første ægteskab varede fire år, fra 1997 til 2001, som var med Lauren Lambert. Han blev efterfølgende gift med Nicole Kessler, de har været gift siden 2007.[kilde mangler]

## Udvalgt filmografi
- Platoon (1986)
- Wall Street (1987)
- Talk Radio (1988)
- Født den fjerde juli (1989)
- Point Break (1991)
- Highlander II: The Quickening (1991)
- Nixon (1995)
- The Rock (1996)
- Any Given Sunday (1999)
- Identity (2003)
- Wild Hogs (2007)
- 42 (2013)